# Szef personelu Białego Domu
Szef personelu Białego Domu, szef sztabu Białego Domu (ang. White House Chief of Staff) – jedno z najwyższych stanowisk we władzy wykonawczej na szczeblu federalnym w Stanach Zjednoczonych.
Szef personelu kieruje pracami Urzędu Wykonawczego Prezydenta Stanów Zjednoczonych (Executive Office of the President of the United States), będącego odpowiednikiem Kancelarii Prezydenta w innych państwach, jednak – ze względu na specyfikę systemu prezydenckiego – mającego znacznie większe znaczenie ustrojowe i polityczne. Tym samym organizuje pracę najbliższego zaplecza politycznego i urzędniczego prezydenta. Jest jednym z najbliższych doradców szefa rządu i zarazem głowy państwa, często reprezentuje go także w kontaktach z parlamentem i departamentami. Ma duży wpływ na kształtowanie kalendarza prezydenta oraz na dobór spraw i osób, które znajdą się w Gabinecie Owalnym. Z urzędu jest członkiem gabinetu federalnego, gdzie zasiada na równi z szefami departamentów (ministerstw).
Szef personelu ma zwykle jednego lub dwóch zastępców. Swoich własnych szefów personelu mają wiceprezydent USA oraz pierwsza dama, jednak ranga obu tych urzędników jest zdecydowanie niższa niż szefa personelu całego Białego Domu.
Podobnie jak w przypadku wiceprezydenta USA, faktyczne znaczenie tego stanowiska zmieniało się na przestrzeni różnych administracji prezydenckich i zależy w największym stopniu od preferencji samego prezydenta oraz politycznego i osobistego układu sił w jego otoczeniu. Początków tej funkcji można dopatrywać w stanowisku „asystenta prezydenta”, który również miał rangę ministra bez teki i pełnił analogiczne obowiązki. Od roku 1961 nosi obecny tytuł. Wśród ostatnich prezydentów własnego szefa sztabu nie posiadał tylko John F. Kennedy, zaś Jimmy Carter obsadził je dopiero w połowie swej kadencji.
Niektórzy byli szefowie personelu Białego Domu pełnili później inne wysokie stanowiska, jak np. Alexander Haig (późniejszy sekretarz stanu w gabinecie Ronalda Reagana), Donald Rumsfeld (sekretarz obrony u Geralda Forda i George’a W. Busha) czy Dick Cheney (sekretarz obrony u George’a H.W. Busha, wiceprezydent w Gabinecie George’a W. Busha). Dwa razy szefami zostawali byli szefowie departamentów. Andy Card (sekretarz transportu 1992–1993) był nim w latach 2001–2006, zaś James Baker zaczynał karierę w rządzie właśnie od kierowania Białym Domem, potem pełnił funkcję sekretarza skarbu i stanu, ale w 1992 zrezygnował z kierowania dyplomacją, aby ponownie stanąć na czele urzędu prezydenckiego.

## Lista szefów personelu Białego Domu
| Szef sztabu        | Prezydent         | Okres     |
| ------------------ | ----------------- | --------- |
| John R. Steelman   | Harry Truman      | 1946–1952 |
| Sherman Adams      | Dwight Eisenhower | 1953–1958 |
| Wilton Persons     | Dwight Eisenhower | 1958–1961 |
| wakat              | John F. Kennedy   | 1961–1963 |
| W. Marvin Watson   | Lyndon B. Johnson | 1963–1968 |
| H.R. Haldeman      | Richard Nixon     | 1969–1973 |
| Alexander Haig     | Richard Nixon     | 1973–1974 |
| Donald Rumsfeld    | Gerald Ford       | 1974–1975 |
| Dick Cheney        | Gerald Ford       | 1975–1977 |
| wakat              | Jimmy Carter      | 1977–1979 |
| Hamilton Jordan    | Jimmy Carter      | 1979–1980 |
| Jack Watson        | Jimmy Carter      | 1980–1981 |
| James Baker        | Ronald Reagan     | 1981–1985 |
| Donald Regan       | Ronald Reagan     | 1985–1987 |
| Howard Baker       | Ronald Reagan     | 1987–1988 |
| Kenneth Duberstein | Ronald Reagan     | 1988–1989 |
| John H. Sununu     | George H.W. Bush  | 1989–1991 |
| Samuel K. Skinner  | George H.W. Bush  | 1991–1992 |
| James Baker        | George H.W. Bush  | 1992–1993 |
| Mack McLarty       | Bill Clinton      | 1993–1994 |
| Leon Panetta       | Bill Clinton      | 1994–1997 |
| Erskine Bowles     | Bill Clinton      | 1997–1998 |
| John Podesta       | Bill Clinton      | 1998–2001 |
| Andrew Card        | George W. Bush    | 2001–2006 |
| Joshua B. Bolten   | George W. Bush    | 2006–2009 |
| Rahm Emanuel       | Barack Obama      | 2009–2011 |
| p.o. Pete Rouse    | Barack Obama      | 2011      |
| Bill Daley         | Barack Obama      | 2011–2012 |
| Jack Lew           | Barack Obama      | 2012–2013 |
| Denis McDonough    | Barack Obama      | 2013−2017 |
| Reince Priebus     | Donald Trump      | 2017      |
| John F. Kelly      | Donald Trump      | 2017−2019 |
| p.o. Mick Mulvaney | Donald Trump      | 2019−2020 |
| Mark Meadows       | Donald Trump      | 2020−2021 |
| Ron Klain          | Joe Biden         | 2021−2023 |
| Jeff Zients        | Joe Biden         | 2023−2025 |
| Susie Wiles        | Donald Trump      | 2025−     |